# Darko Nišavić
Darko Nišavić (serb. Дарко Нишавић, ur. 28 maja 1952 w Zrenjaninie, zm. 9 maja 2005 tamże) – jugosłowiański zapaśnik walczący w stylu klasycznym. Dwukrotny olimpijczyk. Czwarty w Montrealu 1976 i odpadł w eliminacjach w Moskwie 1980. Walczył w kategorii do 90 kg.
Czwarty na mistrzostwach świata w 1974. Brązowy medalista mistrzostw Europy w 1972. Mistrz igrzysk śródziemnomorskich w 1979 i wicemistrz w 1975. Drugi na uniwersjadzie w 1973 i 1977 roku.